# Епархия Намюра
Епархия Намюра (лат. Dioecesis Namurcensis) — епархия Римско-Католической церкви с центром в городе Намюр, Бельгия. Епархия Намюра входит в митрополию Мехелена-Брюсселя. Кафедральным собором епархия Намюра является церковь святого Альбана.

## История
12 мая 1559 года Римский папа Павел VI выпустил буллу Super Universas, которой учредил епархию Намюра, выделив её из епархии Льежа. В этот же день епархия Намюра вошла в митрополию Камбре.
29 ноября 1801 года после конкордата с Францией Римский папа Пий VII издал буллу Qui Christi Domini, которой присоединил епархию Намюра к митрополии Мехелена.
2 июня 1840 года епархия Намюра передала часть своей территории апостольскому викариату Люксембурга (сегодня — Архиепархия Люксембурга).

## Ординарии епархии
- епископ Antoine Havet (10.03.1561 — 30.11.1578);
- епископ François de Wallon-Capelle (11.01.1580 — 17.02.1592);
- епископ Jean Dave (20.12.1593 — 3.03.1595);
- епископ Jacques Blaes (14.04.1597 — 14.03.1601) — назначен епископом Сент-Омера;
- епископ François Buisseret (3.12.1601 — 9.02.1615) — назначен архиепископом Камбре;
- епископ Jean Dauvin (16.09.1615 — 15.09.1629);
- епископ Engelbert des Bois (18.03.1630 — 15.08.1651);
- епископ Jean Wachtendonck (2.10.1654 — 12.03.1668) — назначен архиепископом Мехелена;
- епископ Ignaas-August van Grobbendonck-Schetz (1.04.1669 — 13.11.1679) — назначен епископом Гента;
- епископ Pierre Vandenperre (7.10.1680 — 7.09.1695);
- епископ Ferdinand de Berlo de Brus (11.11.1697 — 24.08.1715);
- епископ Thomas John Francis de Strickland de Sizorghe (20.01.1727 — 14.01.1740);
- епископ Paul Godefroid de Berlo de Franc-Douaire (5.12.1740 — 19.01.1771);
- епископ Ferdinand-Marie de Lobkowitz (30.03.1772 — 20.09.1779);
- епископ Albert Louis de Lichtervelde (20.03.1780 — 18.10.1796);
- епископ Claude de Bexon (25.05.1802 — 15.09.1803);
- епископ Charles-François-Joseph Pisani de la Gaude (28.05.1804 — 28.02.1826);
- епископ Nicolas-Alexis Ondenard (23.06.1828 — 25.03.1831);
- епископ Jean Arnold Barret (15.04.1833 — 30.07.1835);
- епископ Nicolas-Joseph Dehesselle (1.09.1836 — 15.08.1865);
- епископ Виктор-Огюст-Изидор Дешам (25.09.1865 — 20.12.1867) — назначен архиепископом Мехелена;
- епископ Théodore-Joseph Gravez (20.12.1867 — 16.07.1883);
- епископ Петрус-Ламбертус Госсенс (16.07.1883 — 24.03.1884) — назначен архиепископом Мехелена;
- епископ Édouard-Joseph Belin (27.03.1884 — 1892);
- епископ Jean-Baptiste Decrolière (1892—1899);
- епископ Thomas Louis Heylen (23.10.1899 — 1941);
- епископ André Marie Charue (12.12.1941 — 24.06.1974);
- епископ Robert-Joseph Mathen (24.06.1974 — 7.02.1991);
- епископ Андре-Жозеф Леонар (7.02.1991 — 18.01.2010) — назначен архиепископом Мехелена-Брюсселя;
- епископ Rémy Victor Vancottem (31.05.2010 — по настоящее время).

## Источник
- Annuario Pontificio, Libreria Editrice Vaticana, Città del Vaticano, 2003, ISBN 88-209-7422-3
- Pius Bonifacius Gams, Series episcoporum Ecclesiae Catholicae, Leipzig 1931, стр. 250  (лат.)
- Konrad Eubel, Hierarchia Catholica Medii Aevi, vol. 3 Архивная копия от 21 марта 2019 на Wayback Machine, стр. 252; vol. 4 Архивная копия от 4 октября 2018 на Wayback Machine, стр. 251; vol. 5, стр. 278—279; vol. 6, стр. 300
- Bolla Super universas, Bullarum diplomatum et privilegiorum sanctorum Romanorum pontificum Taurinensis editio, Vol. VI, стр. 559—565  (лат.)
- Булла Qui Christi Domini, Bullarii romani continuatio, Tomo XI, Romae 1845, стр. 245—249  (лат.)